# دوملوپینار
دوملوپینار (به ترکی استانبولی: Dumlupınar) یک منطقهٔ مسکونی در ترکیه است که در استان کوتاهیه واقع شده‌است.